# Agostinho da Silva
George Agostinho Baptista da Silva, conosciuto come Agostinho da Silva (Porto, 13 febbraio 1906 – Lisbona, 3 aprile 1994), è stato un filosofo, poeta e saggista portoghese.

## Biografia
Nato a Porto nel 1906, Agostinho da Silva vive una parte della sua infanzia a Barca d'Alva e completa gli studi superiori, nuovamente nella città natale, nel 1924. Si laurea in Filologia Classica presso l'Università di Porto nel 1928 e consegue il dottorato nell'anno successivo.
Nel 1926 inizia a collaborare con la rivista di letteratura, filosofia e cultura A Águia, fondata da Teixeira de Pascoaes e sulle cui pagine, nel 1912, aveva già esordito Fernando Pessoa. Nel 1928, ha inizio la collaborazione con un'altra importante rivista portoghese, Seara Nova.
Dal 1931 al 1933 studia presso la Sorbonne di Parigi e dal 1935 al 1936 vive a Madrid, per ritornare nuovamente in Portogallo nell'imminenza della Guerra Civile spagnola.
Nel 1939 crea il Núcleo Pedagógico Antero de Quental, e nel 1940 pubblica la serie divulgativa di opuscoli intitolata Iniciação: cadernos de informação cultural, che segnala la sua divergenza dal programma educativo dell'Estado Novo del dittatore fascista António de Oliveira Salazar. Pubblica in questo periodo gli scritti filosofici Conversação com Diotima e Considerações.
Nel 1943 è arrestato dalla PVDE (poi denominata PIDE), la polizia politica dell'Estado Novo, col cui governo Agostinho da Silva si era peraltro già trovato in disaccordo nel 1935, essendo per questo già stato rimosso, in quell'anno, da un incarico di docente in una scuola superiore di Aveiro.
Nel 1944, data la sua condizione di opposizione e isolamento rispetto al regime, si auto-esilia in America Meridionale per poi stabilirsi in Brasile, dove vivrà dal 1947 al 1969, anno della morte di Salazar e della sostituzione di quest'ultimo con Marcello Caetano, che coincise con una certa apertura politica e culturale in seno all'Estado Novo.
È pubblicata nel 1945 una delle sue opere filosofiche più importanti: Sete cartas a um jovem filósofo.
Durante gli anni in Brasile, Agostinho da Silva è professore universitario di Filosofia, collabora con gli intellettuali brasiliani Dora e Vicente Ferreira da Silva, con lo scrittore e pensatore portoghese Jaime Cortesão, fonda o contribuisce a fondare diverse università brasiliane e collabora in materia di politica estera col governo di Jânio Quadros.
Una volta rientrato in Portogallo, continua a pubblicare scritti filosofici, poetici e altri saggi. Inoltre, insegna presso diverse università portoghesi e diventa consulente di importanti organi culturali quali l'Istituto di Lingua e Cultura Portoghese (successivamente chiamato Instituto Camões).
Muore a Lisbona nel 1994 all'età di ottantotto anni.

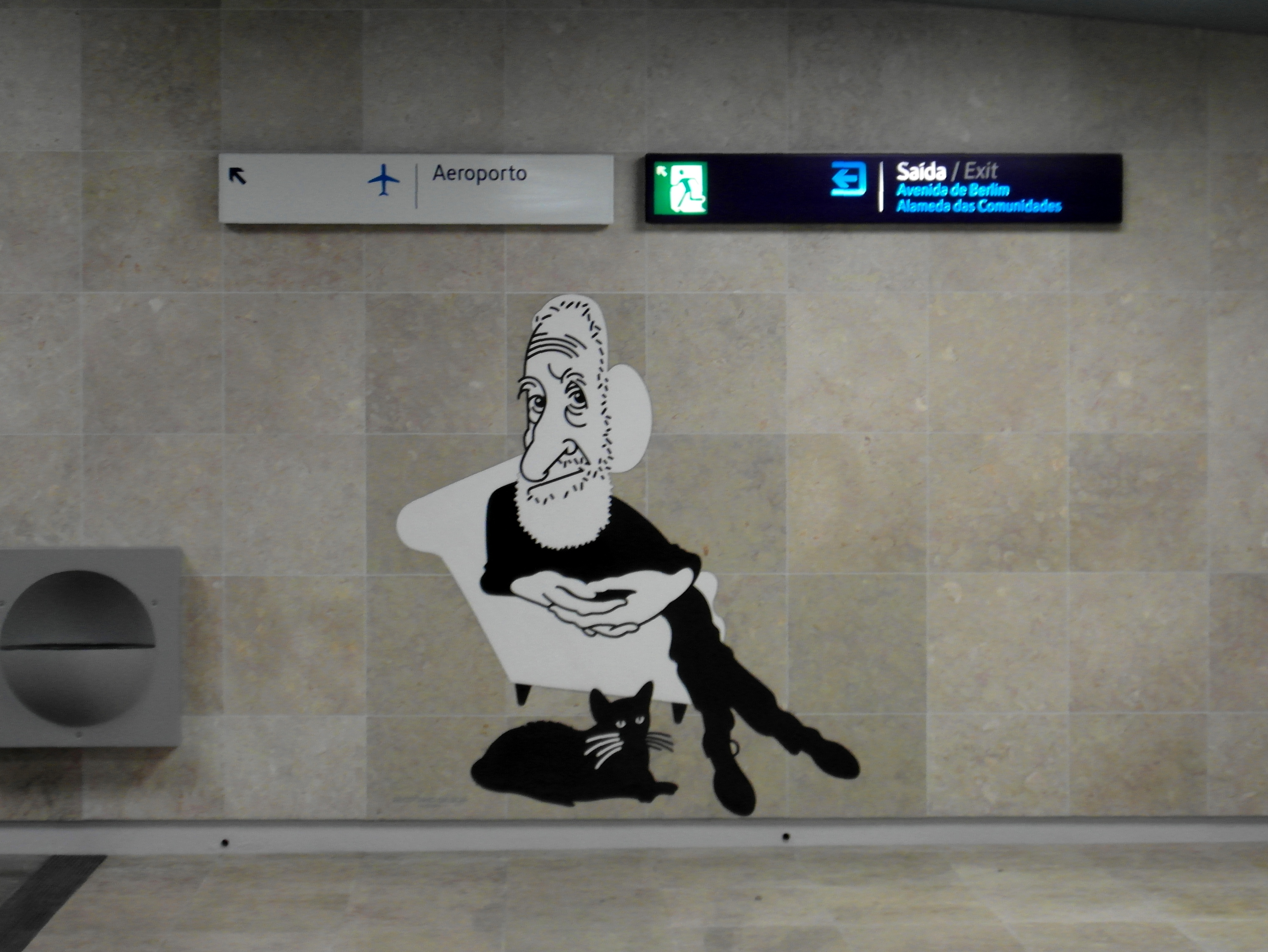
Raffigurazione di Agostinho da Silva presso stazione della metropolitana di Lisbona

## Pensiero
Agostinho da Silva è uno dei più noti autori della Storia della Filosofia Portoghese del XX secolo. Le tre direttrici del suo pensiero sono quella pedagogico-educativa, quella etico-politica e quella filosofico-spirituale.
Definito un «razionalista-mistico», Agostinho da Silva pone spesso al centro delle sue riflessioni, soprattutto negli ultimi decenni della sua vita, un'idea di Dio in quanto trascendente e immanente al tempo stesso, determinista e allo stesso tempo «promotore di libertà». Si noti il ricorso all'apparente paradosso, frequentemente usato dall'autore come strumento pedagogico-maieutico, con l'intento di portare l'alunno, l'interlocutore o il lettore a sviluppare una comprensione più autentica, che potesse aprirsi al valore della contemplazione e dell'intuizione.
Il pensiero del filosofo portoghese muove a tratti da coordinate cristiane per poi sviluppare una visione personale nella quale, oltre a confluire le sue riflessioni sul pensiero portoghese e sulla filosofia (in particolare quella platonica, neoplatonica, di Spinoza e di Hegel), vengono accettati, valorizzati e reinterpretati anche insegnamenti di altre religioni e vie sapienziali, tra le quali il Taoismo, il Buddismo e l'Islam.
Profondamente orientato verso un sentire religioso e spirituale ecumenico, egli pensò la storia, la filosofia e la cultura del Portogallo e dei popoli lusofoni in una prospettiva che mirava a reinterpretare e universalizzare alcuni elementi classici o peculiari di questa stessa cultura, leggendoli in ottica simbolica e per certi versi visionaria, seppur ancorandosi agli studi di filologia classica e alle categorie della storia della filosofia e della letteratura.
Gli elementi spirituali e millenaristi della cultura portoghese occupano un'indubbia centralità nel pensiero di Agostinho da Silva, in particolare due: il culto popolare chiamato Culto dello Spirito Santo, fatto risalire ai tempi del re Dionigi (XIII-XIV secolo) e avente radici nel pensiero di Gioacchino da Fiore; il Quinto Impero, credenza millenarista portoghese che il filosofo di Porto rilegge inserendosi in una tradizione che lo ricollega a importanti pensatori lusitani quali António Vieira e Fernando Pessoa, al quale Agostinho da Silva dedicò nel 1959 uno studio intitolato Um Fernando Pessoa.
L'Età dello Spirito Santo o Quinto Impero si configura in Agostinho da Silva come una futura e attesa Era universale ed ecumenica, di «spiritualità emancipatrice della coscienza», di convivenza egualitaria e di «dialogo comprensivo e fraterno tra religioni e culture». Le nazioni e culture lusofone hanno secondo l'autore uno specifico ruolo mediatore e simbolico nel processo di avvicinamento o raggiungimento di questa sorta di preannunciata Età dell'Oro.
Vegetariano e attivamente impegnato nella realizzazione di grandi iniziative educative, quali la fondazione di Università e centri di studio in Brasile e Portogallo, Agostinho da Silva considerava la pratica e l'azione trasformativa della società come elementi costitutivi della vita filosofica.
Il suo pensiero e le sue opere, dalle quali emergono interrogazioni e proposte riguardanti un avvenire diverso e migliore per l'umanità di fronte alla decadenza e alle crisi della contemporaneità, hanno lasciato tracce nella cultura portoghese e brasiliana. Specialmente negli ambienti filosofici ed educativi, l'interesse per Agostinho da Silva continua a esser presente tra le nuove generazioni di studiosi, anche non originari del mondo lusofono, agli inizi del XXI secolo.

## Opere principali
- 1929 - Sentido histórico das civilizações clássicas
- 1930 - A religião grega
- 1934 - Glosas
- 1944 - Conversação com Diotima
- 1945 - Sete cartas a um jovem filósofo
- 1945 - Diário de Alcestes
- 1945 - Moisés e outras páginas bíblicas
- 1957 - Reflexão à margem da literatura portuguesa
- 1959 - Um Fernando Pessoa
- 1960 - As aproximações
- 1989 - Educação de Portugal